# Gurgesiella furvescens
Gurgesiella furvescens är en rockeart som beskrevs av de Buen 1959. Gurgesiella furvescens ingår i släktet Gurgesiella och familjen egentliga rockor. IUCN kategoriserar arten globalt som livskraftig. Inga underarter finns listade i Catalogue of Life.